# Гусев, Владимир Иванович (литературовед)
Влади́мир Ива́нович Гу́сев (18 мая 1937, Воронеж — 19 августа 2022) — российский литературовед и литературный критик. Член Союза писателей СССР (с 1963), председатель Правления МГО СП России (с 1990), член секретариата исполкома Международного Сообщества Писательских Союзов, главный редактор журнала «Московский вестник» (с 1990).

## Биография
Родился 18 мая 1937 года в Воронеже в семье вузовских преподавателей. Окончил историко-филологический факультет Воронежского университета (1959) и аспирантуру МГУ (1964).
С 1970 года преподавал в Литинституте (кафедра теории и литературной критики); доктор филологических наук (1984, диссертация «Стиль и авторская позиция писателей: советская поэзия и проза 60-70-х гг.»), профессор (1986).
Книги Гусева переводились на английский, венгерский, вьетнамский, лезгинский, польский, французский, чешский, эстонский языки.
Умер 19 августа 2022 года. Похоронен 23 августа на Алабинском кладбище.